# Felipe Tonidandel
Felipe de Oliveira Tonidandel (21 maggio 1990) è un giocatore di calcio a 5 brasiliano naturalizzato italiano, laterale dell'Italservice Pesaro, del quale è capitano.

## Biografia
Possiede la doppia cittadinanza grazie alle origini trentine del nonno paterno.

## Carriera

### Club
Laterale, approda in Italia nel 2009 al Miracolo Piceno (Serie B), per poi passare alla Reggiana, nella medesima categoria.
Nel 2010 l'acquisto da parte del Kaos e l'esordio in massima serie. L'esperienza bolognese dura due anni e mezzo, quando viene ceduto in prestito al Gruppo Fassina, in A2.
Dopo la parentesi in riva al Piave, nell'estate 2013 passa al PesaroFano. L'annata successiva è nominato capitano dei rossiniani, dove qualche mese dopo vince la Coppa Italia di categoria a Villorba, segnando il rigore decisivo.
Due stagioni dopo arrivano un'altra vittoria in Coppa (a Martina Franca) e, soprattutto, la promozione della compagine marchigiana in Serie A.

### Nazionale
In virtù della cittadinanza italiana, ha preso parte ad alcune gare Nazionale italiana under-21. Ha inoltre partecipato ad alcuni raduni della Nazionale maggiore.

## Palmarès

### Competizioni nazionali
- Campionato italiano: 3

Italservice: 2018-19, 2020-21, 2021-22
- Coppa Italia: 2

Italservice: 2020-21, 2021-22
- Supercoppa italiana: 3

Italservice: 2019, 2021, 2022
- Campionato di Serie A2: 1

PesaroFano: 2016-2017
- Coppa Italia di Serie A2: 2

PesaroFano: 2014-2015, 2016-2017

### Competizioni giovanili
- Campionati italiani Under-21: 1

Kaos: 2010-11
- Coppa Italia Under-21: 1

Kaos: 2011-12